# Polder Oudendijk
De Polder Oudendijk is een polder en de naam van een voormalig waterschap in de Nederlandse provincie Zuid-Holland in de voormalige gemeente Woubrugge.
Op 2 oktober 1655 werd het Boepoldertje aan het waterschap toegevoegd, gevolgd in 1827 door de Plaspolder. Van 1655-1827 was de naam ook wel Oudendijkse en Boepolder.
Het waterschap was na de vervening van de polders verantwoordelijk voor het weer droogleggen en, na de voltooiing daarvan in 1766, voor het waterbeheer.